# Wijken en buurten in Bergambacht
De Nederlandse gemeente Bergambacht is voor statistische doeleinden onderverdeeld in wijken en buurten. De gemeente is verdeeld in de volgende statistische wijken:
- Wijk 00 Bergambacht (CBS-wijkcode:049100)
- Wijk 01 Bergstoep (CBS-wijkcode:049101)
- Wijk 02 Ammerstol (CBS-wijkcode:049102)
- Wijk 03 Berkenwoude (CBS-wijkcode:049103)

Een statistische wijk kan bestaan uit meerdere buurten. Onderstaande tabel geeft de buurtindeling met kentallen volgens het Centraal Bureau voor de Statistiek (2008):
| CBS-buurtcode | Buurtnaam                                         | Inwonertal | Opp. totaal (ha) | Opp. land (ha) | Ligging                |
| ------------- | ------------------------------------------------- | ---------- | ---------------- | -------------- | ---------------------- |
| BU04910000    | Bergambacht-Dorp                                  | 1080       | 54               | 52             | Locatie in de gemeente |
| BU04910001    | Kadijk en Kadijkselaan (gedeeltelijk) en Opweg    | 70         | 35               | 32             | Locatie in de gemeente |
| BU04910002    | Uitbreiding Dorp                                  | 3380       | 48               | 47             | Locatie in de gemeente |
| BU04910003    | Benedenberg en Zuidbroek                          | 400        | 850              | 802            | Locatie in de gemeente |
| BU04910004    | Tussenlanen                                       | 110        | 365              | 348            | Locatie in de gemeente |
| BU04910009    | Bovenberg westelijk van de Fransekade             | 140        | 344              | 332            | Locatie in de gemeente |
| BU04910100    | Bergstoep                                         | 770        | 141              | 125            | Locatie in de gemeente |
| BU04910101    | Lekdijk West en Provinciale weg (gedeeltelijk)    | 160        | 375              | 322            | Locatie in de gemeente |
| BU04910102    | Lekdijk-Oost en Provinciale weg (gedeeltelijk)    | 70         | 130              | 119            | Locatie in de gemeente |
| BU04910103    | Bovenstad                                         | 170        | 130              | 96             | Locatie in de gemeente |
| BU04910104    | Provinciale weg De Hem en Hogedijk (gedeeltelijk) | 60         | 100              | 99             | Locatie in de gemeente |
| BU04910200    | Ammerstol                                         | 1500       | 75               | 60             | Locatie in de gemeente |
| BU04910300    | Berkenwoude                                       | 1350       | 688              | 628            | Locatie in de gemeente |
| BU04910301    | Achterbroek                                       | 260        | 469              | 450            | Locatie in de gemeente |